# Warenhaus Galeria (Dresden)

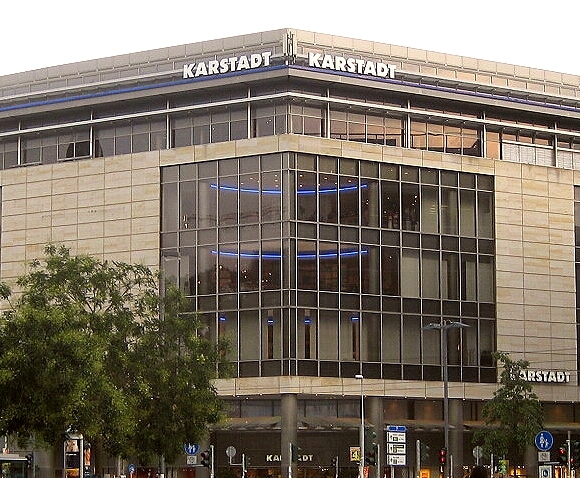
Warenhaus Galeria, Eckseite Waisenhausstraße/Prager Straße, 2009 unter der Marke Karstadt

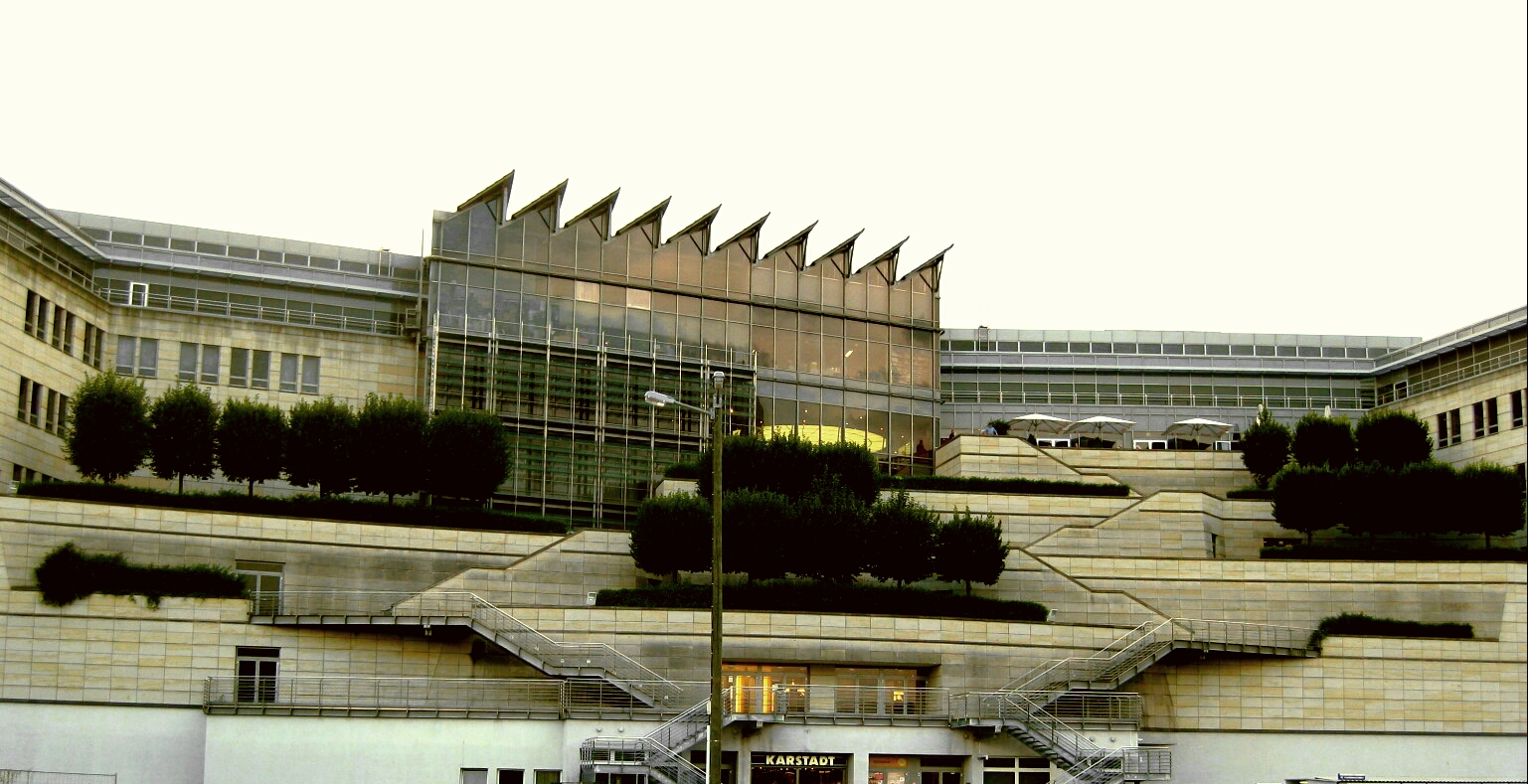
Rückseite des Warenhauses Galeria

Das Warenhaus Galeria (zuvor Karstadt) ist ein Gebäude an der Ecke Prager Straße/Waisenhausstraße in Dresden.

## Geschichte
Das Warenhaus wurde von 1993 bis 1995 von der Baufirma Wiemer & Trachte AG nach Plänen des Architekturbüros Rhode, Kellermann, Wawrosky & Partner an der Stelle erbaut, an der sich 1912 bis 1945 das Residenz-Kaufhaus befand. Eröffnung war am 16. November 1995.
Ursprünglich sollte der Bau eine Filiale der Warenhauskette Hertie aufnehmen, doch nach deren Übernahme 1993 durch Karstadt wurde dies geändert. Da Karstadt bereits aus einem Treuhand-Verkauf das Centrum Warenhaus mit etwa 6000 m² Verkaufsfläche besaß, war folgend der Umzug in den Neubau, der rund 30.000 m² Verkaufsfläche aufweisen sollte, naheliegend. Vorher wurde jedoch etwa 30 % des bereits fertiggestellten Rohbaus wieder abgebrochen und anschließend wieder neu errichtet, auch die Tiefgeschosse wurden baulich verändert, um die Kaufhaus-Logistik auf das von Karstadt verfolgte Konzept anzupassen, die sich nicht mit der von Hertie deckte.
Das Gebäude stellt wieder den ursprünglichen Straßenverlauf der alten Prager Straße her und bildet im Westen und Norden wieder die Blockrandbebauung der Prager Straße und des Altstadtrings (Waisenhausstraße) aus bzw. vor. Das Gebäude ruht auf einer kolonnadenähnlichen Sockelzone, bestehend aus breiten Säulen. Darüber erheben sich die drei Obergeschosse, die eine Vorhangfassade hat, die abwechselnd mit verglasten und sandsteinverkleideten Flächen geschmückt ist. Es ist ein Gebäude mit einer „Tendenz zum Monumentalen in der Kombination von Glasflächen und Verkleidung mit vorgehängten Sandsteinplatten“. Die Rückseite (Ostseite) des Bauwerkes ist terrassenartig abgestuft. Die Terrassen sind durch Treppen verbunden und besitzen eine Baumbepflanzung.
Das dem nunmehrigen Karstadt-Warenhaus gegenüber gelegene Centrum Warenhaus wurde von Karstadt sukzessive leergezogen, der danach jahrelang mindergenutzte bzw. leerstehende Bau wurde 2007 für die 2009 eröffnete Centrum-Galerie abgerissen. Zwischen den beiden Häusern ist die Prager Straße wieder auf die historische Straßenbreite von 18 Metern zurückgeführt worden.
Östlich des Gebäudes erstreckten sich bis 2021 weiträumig teils unbefestigte Parkflächen. Stadtentwicklungsseitig war und ist dieses Gebiet für eine städtebauliche Nachverdichtung der Innenstadt vorgesehen, deren erster Schritt mit dem Baubeginn des Neubaus eines „Technischen Rathauses“  (Stadtforum) 2021 (Erdausbau und Baugrubenverbau) vollzogen wurde. Der Bau soll im März 2025 fertiggestellt werden.

## Betrieb
Geschäftsführer des Dresdner Warenhauses ist Michael Zielke.
Die Miete an die RFR-Gruppe (Signa) beträgt 20 Prozent des Umsatzes (marktüblich wären 7 bis 12 Prozent). Die Stadt Dresden möchte in der 5. Etage neben dem Restaurant ein Bürgerbüro einrichten. Während 2015 das Warenhaus noch 700 Mitarbeiter beschäftigte, sank diese Zahl bis 2023 auf rund 400. Im Erdgeschoss befindet sich ein Fanshop von Dynamo Dresden, im Kellergeschoss ein Feinkostmarkt. Kunden aus dem Ausland kommen v. a. aus Tschechien und bis 2022 aus Russland.

## Rezeption
„Zur Prager Straße bedient sich das große Gebäude einer modernen Formensprache, übernimmt aber traditionsbewusst die Dreigliedrigkeit historischer Kaufhäuser. Sachlichkeit bestimmt die Gestaltung und sorgt für die Einordnung in das bauliche Umfeld. Die Rückfront wirkt wesentlich opulenter. Sie fällt in begrünten begehbaren Terrassen bis auf das Niveau des ersten Obergeschosses ab. Der Innenhof ist als Reminiszenz an die Brühlsche Terrasse am Dresdner Elbufer gedacht. Im Zentrum des Einkaufsbereichs liegt ein Lichthof, durch den die Rolltreppen laufen. So werden die 30 000 Quadratmeter Verkaufsfläche zu einem leicht erschließbaren Erlebnisbereich.“

## Belege
1. 1 2 3  Lupfer et al., Nr. 7 (Warenhaus Karstadt).
2. ↑  Paul XXVI
3. ↑  Flagge, S. 2 (Warenhaus Karstadt).

Koordinaten: 51° 2′ 48,1″ N, 13° 44′ 14,2″ O